# Liste des titres musicaux numéro un en France en 1995
Cette page liste les singles et les albums classés numéro un des ventes de disques en France par le Syndicat national de l'édition phonographique pour l'année 1995.

## Numéros un par semaine

### Classement des singles
| Semaine | Sortie       | Artiste                       | Titre                                           |
| ------- | ------------ | ----------------------------- | ----------------------------------------------- |
| 1       | 7 janvier    | Elton John                    | Can You Feel the Love Tonight                   |
| 2       | 14 janvier   | Elton John                    | Can You Feel the Love Tonight                   |
| 3       | 21 janvier   | Elton John                    | Can You Feel the Love Tonight                   |
| 4       | 28 janvier   | Elton John                    | Can You Feel the Love Tonight                   |
| 5       | 4 février    | Elton John                    | Can You Feel the Love Tonight                   |
| 6       | 11 février   | 20 Fingers featuring Gillette | Short Dick Man                                  |
| 7       | 18 février   | 20 Fingers featuring Gillette | Short Dick Man                                  |
| 8       | 25 février   | 20 Fingers featuring Gillette | Short Dick Man                                  |
| 9       | 4 mars       | The Cranberries               | Zombie                                          |
| 10      | 11 mars      | The Cranberries               | Zombie                                          |
| 11      | 18 mars      | The Cranberries               | Zombie                                          |
| 12      | 25 mars      | The Cranberries               | Zombie                                          |
| 13      | 1er avril    | The Cranberries               | Zombie                                          |
| 14      | 8 avril      | The Cranberries               | Zombie                                          |
| 15      | 15 avril     | The Cranberries               | Zombie                                          |
| 16      | 22 avril     | The Cranberries               | Zombie                                          |
| 17      | 29 avril     | The Cranberries               | Zombie                                          |
| 18      | 6 mai        | Céline Dion                   | Pour que tu m'aimes encore                      |
| 19      | 13 mai       | Céline Dion                   | Pour que tu m'aimes encore                      |
| 20      | 20 mai       | Céline Dion                   | Pour que tu m'aimes encore                      |
| 21      | 27 mai       | Céline Dion                   | Pour que tu m'aimes encore                      |
| 22      | 3 juin       | Céline Dion                   | Pour que tu m'aimes encore                      |
| 23      | 10 juin      | Céline Dion                   | Pour que tu m'aimes encore                      |
| 24      | 17 juin      | Céline Dion                   | Pour que tu m'aimes encore                      |
| 25      | 24 juin      | Céline Dion                   | Pour que tu m'aimes encore                      |
| 26      | 1er juillet  | Scatman John                  | Scatman (Ski Ba Bop Ba Dop Bop)                 |
| 27      | 8 juillet    | Céline Dion                   | Pour que tu m'aimes encore                      |
| 28      | 15 juillet   | Céline Dion                   | Pour que tu m'aimes encore                      |
| 29      | 22 juillet   | Céline Dion                   | Pour que tu m'aimes encore                      |
| 30      | 29 juillet   | Céline Dion                   | Pour que tu m'aimes encore                      |
| 31      | 5 août       | Sacred Spirit                 | Yeha-Noha (Whishes of happiness and prosperity) |
| 32      | 12 août      | Sacred Spirit                 | Yeha-Noha (Whishes of happiness and prosperity) |
| 33      | 19 août      | Sacred Spirit                 | Yeha-Noha (Whishes of happiness and prosperity) |
| 34      | 26 août      | Sacred Spirit                 | Yeha-Noha (Whishes of happiness and prosperity) |
| 35      | 2 septembre  | Sacred Spirit                 | Yeha-Noha (Whishes of happiness and prosperity) |
| 36      | 9 septembre  | Sacred Spirit                 | Yeha-Noha (Whishes of happiness and prosperity) |
| 37      | 16 septembre | Scatman John                  | Scatman's World                                 |
| 38      | 23 septembre | Mylène Farmer                 | XXL                                             |
| 39      | 30 septembre | Michael Jackson               | You Are Not Alone                               |
| 40      | 7 octobre    | Michael Jackson               | You Are Not Alone                               |
| 41      | 14 octobre   | Céline Dion                   | Je sais pas                                     |
| 42      | 21 octobre   | Céline Dion                   | Je sais pas                                     |
| 43      | 28 octobre   | Céline Dion                   | Je sais pas                                     |
| 44      | 4 novembre   | Céline Dion                   | Je sais pas                                     |
| 45      | 11 novembre  | Céline Dion                   | Je sais pas                                     |
| 46      | 18 novembre  | Céline Dion                   | Je sais pas                                     |
| 47      | 25 novembre  | Céline Dion                   | Je sais pas                                     |
| 48      | 2 décembre   | Coolio featuring L.V.         | Gangsta's Paradise                              |
| 49      | 9 décembre   | Coolio featuring L.V.         | Gangsta's Paradise                              |
| 50      | 16 décembre  | Coolio featuring L.V.         | Gangsta's Paradise                              |
| 51      | 23 décembre  | Coolio featuring L.V.         | Gangsta's Paradise                              |
| 52      | 30 décembre  | Coolio featuring L.V.         | Gangsta's Paradise                              |

### Classement des albums
| Semaine | Sortie       | Artiste                             | Titre                                      |
| ------- | ------------ | ----------------------------------- | ------------------------------------------ |
| 1       | 7 janvier    | Boyz II Men                         | II                                         |
| 2       | 14 janvier   | Hans Zimmer & Elton John & Tim Rice | Le Roi lion (bande originale du film)      |
| 3       | 21 janvier   | Hans Zimmer & Elton John & Tim Rice | Le Roi lion (bande originale du film)      |
| 4       | 28 janvier   | Hans Zimmer & Elton John & Tim Rice | Le Roi lion (bande originale du film)      |
| 5       | 4 février    | Francis Cabrel                      | Samedi soir sur la Terre                   |
| 6       | 11 février   | Francis Cabrel                      | Samedi soir sur la Terre                   |
| 7       | 18 février   | Francis Cabrel                      | Samedi soir sur la Terre                   |
| 8       | 25 février   | The Cranberries                     | No Need to Argue                           |
| 9       | 4 mars       | The Cranberries                     | No Need to Argue                           |
| 10      | 11 mars      | The Cranberries                     | No Need to Argue                           |
| 11      | 18 mars      | The Cranberries                     | No Need to Argue                           |
| 12      | 25 mars      | The Cranberries                     | No Need to Argue                           |
| 13      | 1er avril    | Céline Dion                         | D'eux                                      |
| 14      | 8 avril      | Céline Dion                         | D'eux                                      |
| 15      | 15 avril     | Céline Dion                         | D'eux                                      |
| 16      | 22 avril     | Céline Dion                         | D'eux                                      |
| 17      | 29 avril     | Céline Dion                         | D'eux                                      |
| 18      | 6 mai        | Céline Dion                         | D'eux                                      |
| 19      | 13 mai       | Céline Dion                         | D'eux                                      |
| 20      | 20 mai       | Céline Dion                         | D'eux                                      |
| 21      | 27 mai       | Céline Dion                         | D'eux                                      |
| 22      | 3 juin       | Céline Dion                         | D'eux                                      |
| 23      | 10 juin      | Michael Jackson                     | HIStory: Past, Present and Future – Book I |
| 24      | 17 juin      | Michael Jackson                     | HIStory: Past, Present and Future – Book I |
| 25      | 24 juin      | Céline Dion                         | D'eux                                      |
| 26      | 1er juillet  | Céline Dion                         | D'eux                                      |
| 27      | 8 juillet    | Céline Dion                         | D'eux                                      |
| 28      | 15 juillet   | Céline Dion                         | D'eux                                      |
| 29      | 22 juillet   | Céline Dion                         | D'eux                                      |
| 30      | 29 juillet   | Céline Dion                         | D'eux                                      |
| 31      | 5 août       | Sacred Spirit                       | Chants and Dances of the Native Americans  |
| 32      | 12 août      | Céline Dion                         | D'eux                                      |
| 33      | 19 août      | Sacred Spirit                       | Chants and Dances of the Native Americans  |
| 34      | 26 août      | Céline Dion                         | D'eux                                      |
| 35      | 2 septembre  | Céline Dion                         | D'eux                                      |
| 36      | 9 septembre  | Céline Dion                         | D'eux                                      |
| 37      | 16 septembre | Céline Dion                         | D'eux                                      |
| 38      | 23 septembre | Céline Dion                         | D'eux                                      |
| 39      | 30 septembre | Céline Dion                         | D'eux                                      |
| 40      | 7 octobre    | Céline Dion                         | D'eux                                      |
| 41      | 14 octobre   | Céline Dion                         | D'eux                                      |
| 42      | 21 octobre   | Céline Dion                         | D'eux                                      |
| 43      | 28 octobre   | Céline Dion                         | D'eux                                      |
| 44      | 4 novembre   | Céline Dion                         | D'eux                                      |
| 45      | 11 novembre  | Céline Dion                         | D'eux                                      |
| 46      | 18 novembre  | The Beatles                         | Anthology 1                                |
| 47      | 25 novembre  | Céline Dion                         | D'eux                                      |
| 48      | 2 décembre   | Céline Dion                         | D'eux                                      |
| 49      | 9 décembre   | Céline Dion                         | D'eux                                      |
| 50      | 16 décembre  | Céline Dion                         | D'eux                                      |
| 51      | 23 décembre  | Céline Dion                         | D'eux                                      |
| 52      | 30 décembre  | Céline Dion                         | D'eux                                      |

## Les dix meilleures ventes
Il s'agit des dix meilleures ventes de singles et d'albums de l'année 1995 en France.

### Singles
| №  | Artiste                  | Titre                                           |
| -- | ------------------------ | ----------------------------------------------- |
| 1  | Céline Dion              | Pour que tu m'aimes encore                      |
| 2  | The Cranberries          | Zombie                                          |
| 3  | Scatman John             | Scatman (Ski Ba Bop Ba Dop Bop)                 |
| 4  | Sacred Spirit            | Yeha-Noha (Whishes of happiness and prosperity) |
| 5  | Alliance Ethnik et Vinia | Respect                                         |
| 6  | Céline Dion              | Je sais pas                                     |
| 7  | Coolio featuring L.V.    | Gangsta's Paradise                              |
| 8  | Scatman John             | Scatman's World                                 |
| 9  | Ini Kamoze               | Here Comes the Hotstepper                       |
| 10 | Michael Jackson          | You Are Not Alone                               |

### Albums
| №  | Artiste                             | Titre                                      |
| -- | ----------------------------------- | ------------------------------------------ |
| 1  | Céline Dion                         | D'eux                                      |
| 2  | The Cranberries                     | No Need To Argue                           |
| 3  | Michael Jackson                     | HIStory: Past, Present and Future – Book I |
| 4  | Francis Cabrel                      | Samedi soir sur la terre                   |
| 5  | Sacred Spirit                       | Chants and Dances of the Native Americans  |
| 6  | Hans Zimmer & Elton John & Tim Rice | Le Roi Lion (Bande originale du film)      |
| 7  | Nirvana                             | MTV Unplugged in New York                  |
| 8  | Fredericks Goldman Jones            | Du New Morning au Zénith                   |
| 9  | Johnny Hallyday                     | Lorada                                     |
| 10 | Queen                               | Made in Heaven                             |